# Wantok Cup 2008
De eerste editie van de Wantok Cup werd gehouden tijdens de viering van de onafhankelijkheid in Honiara, Salomonseilanden, van 3 juli tot 7 juli 2008.
Het gastland werd vertegenwoordigd door twee teams (het senioren elftal en een jeugd(-23) team), terwijl Papoea-Nieuw-Guinea en Vanuatu maar met één team deelnamen. Papoea-Nieuw-Guinea trok zich op het laatste moment terug vanwege financiële problemen.
De Salomonseilanden-23 werd de winnaar van de eerste Wantok Cup op eigen bodem.
De Tweede Wantok Cup zou eind juli worden gehouden tijdens de viering van de onafhankelijkheid in Vanuatu, maar werd geannuleerd.

## Speeldagen en uitslagen
|             |                                              |         |                   |                                     |
| 3 juli 2008 | Salomonseilanden (-23)                       | 3 - 3   | Salomonseilanden  | Honiara Scheidsr.: Lency Fred (Van) |
| 3 juli 2008 | ?, ?, Milton Bata Furai (e.d.), Presley Futa | verslag | Godwin Bebeu (2x) | Honiara Scheidsr.: Lency Fred (Van) |

|             |         |                                   |                     |                        |
| 3 juli 2008 | Vanuatu | Geannuleerd (PNG trok zich terug) | Papoea-Nieuw-Guinea | Honiara Scheidsr.: n/a |
| 3 juli 2008 |         |                                   |                     | Honiara Scheidsr.: n/a |

|             |                        |         |                   |                                          |
| 5 juli 2008 | Salomonseilanden (-23) | 2- 1    | Vanuatu           | Honiara Scheidsr.: Leonie Rakoroi (Fiji) |
| 5 juli 2008 | Ezra Sale (2x)         | verslag | Jean Robert Yelou | Honiara Scheidsr.: Leonie Rakoroi (Fiji) |

|             |                  |                                   |                     |                        |
| 5 juli 2008 | Salomonseilanden | Geannuleerd (PNG trok zich terug) | Papoea-Nieuw-Guinea | Honiara Scheidsr.: n/a |
| 5 juli 2008 |                  |                                   |                     | Honiara Scheidsr.: n/a |

|             |                  |         |                                   |                    |
| 7 juli 2008 | Salomonseilanden | 1 - 2   | Vanuatu                           | Honiara Scheidsr.: |
| 7 juli 2008 | Lency Saeni      | verslag | Jean Robert Yelou, Seimata Chilia | Honiara Scheidsr.: |

|              |                        |                                   |                     |                        |
| 7 juli, 2008 | Salomonseilanden (-23) | Geannuleerd (PNG trok zich terug) | Papoea-Nieuw-Guinea | Honiara Scheidsr.: n/a |
| 7 juli, 2008 |                        |                                   |                     | Honiara Scheidsr.: n/a |

### Eindstand
| Team                                  | Pld | W | D | L | GF | GA | GD | Pnt |
| ------------------------------------- | --- | - | - | - | -- | -- | -- | --- |
| Salomonseilanden (-23)                | 2   | 1 | 1 | 0 | 5  | 4  | +1 | 4   |
| Vanuatu                               | 2   | 1 | 0 | 1 | 3  | 3  | +0 | 3   |
| Salomonseilanden                      | 2   | 0 | 1 | 1 | 4  | 5  | -1 | 1   |
| Papoea-Nieuw-Guinea (trok zich terug) | 0   | 0 | 0 | 0 | 0  | 0  | +0 | 0   |